# Жундубаев, Марат Кунисбайулы
Марат Кунисбайулы Жундубаев (каз. Марат Қонысбайұлы Жүндібаев; род. 26 июня 1974, с. Новосёловка, Кустанайский район, Кустанайская область, Казахская ССР, СССР) — казахстанский государственный деятель, аким города Костаная с 22 марта 2022 года.

## Биография
Марат Жундубаев родился 26 июня 1974 года в селе Новосёловка Кустанайского района Кустанайской области.

### Образование
Получил образование в учебных заведениях:
- Костанайский государственный университет им. А. Байтурсынова (1997), специальность «Преподаватель истории»;
- Казахский институт правоведения и международных отношений (2002), специальность «Юрист»;
- Университет международного бизнеса.

### Трудовая деятельность
В 1991 году работал помощником комбайнера.
В 1997—1998 годах — мастер АОЗТ «Араке».
В 1999—2002 годах — главный специалист, начальник отдела внутренней политики и социальной сферы аппарата акима Житикаринского района.
В 2002—2005 годах — главный специалист аппарата акима Костанайской области.
В 2005—2008 годах — заместитель акима Житикаринского района.
В 2008—2010 годах — заместитель акима города Костаная.
В 2010—2011 годах — начальник управления здравоохранения акимата Костанайской области.
В 2011—2013 годах — начальник управления образования акимата Костанайской области.
В 2013—2015 годах — аким города Лисаковска Костанайской области.
В 2015—2020 годах — заместитель акима Костанайской области по социальным вопросам.
В 2020—2022 годах — государственный инспектор Администрации Президента Республики Казахстан.
С 22 марта 2022 года — аким города Костаная.